# Ilmeniet
Het mineraal ilmeniet is een ijzer-titanium-oxide met de chemische formule FeTiO3.

## Eigenschappen
Het grijs tot zwarte opake ilmeniet heeft een trigonaal kristalstelsel. De ribben van de eenheidscel zijn: a=50.90 nm (nanometer), c=140.80 nm. Het is een mineraal met in het algemeen langwerpige kristallen, soms naaldvormig, meestal korte zuiltjes. Ilmeniet heeft geen splijting. De gemiddelde dichtheid is 4,72 en de hardheid is 5 tot 5,5.

## Naam
Ilmeniet is genoemd naar de eerste vindplaats; de Russische Ilmenbergen, zuidelijke Oeral.

## Voorkomen
Ilmeniet is een algemeen voorkomend mineraal, te vinden in graniet, maar ook in basische stollingsgesteenten, vele metamorfe gesteenten, zware-mineraal zanden, zandsteen etc.
Ilmeniet komt ook veel op de maan voor. Op vrij eenvoudige wijze kan uit Ilmeniet zuurstof worden gewonnen, wat de maan als "tankstation" bij marsvluchten interessant maakt. Ook de vereiste waterstof kan uit het eveneens op de maan aanwezige regoliet worden geproduceerd.

## Industriële toepassing
Ilmeniet is o.a. belangrijk als ertsmineraal voor Ti (Titanium).